# Compàs (geometria)

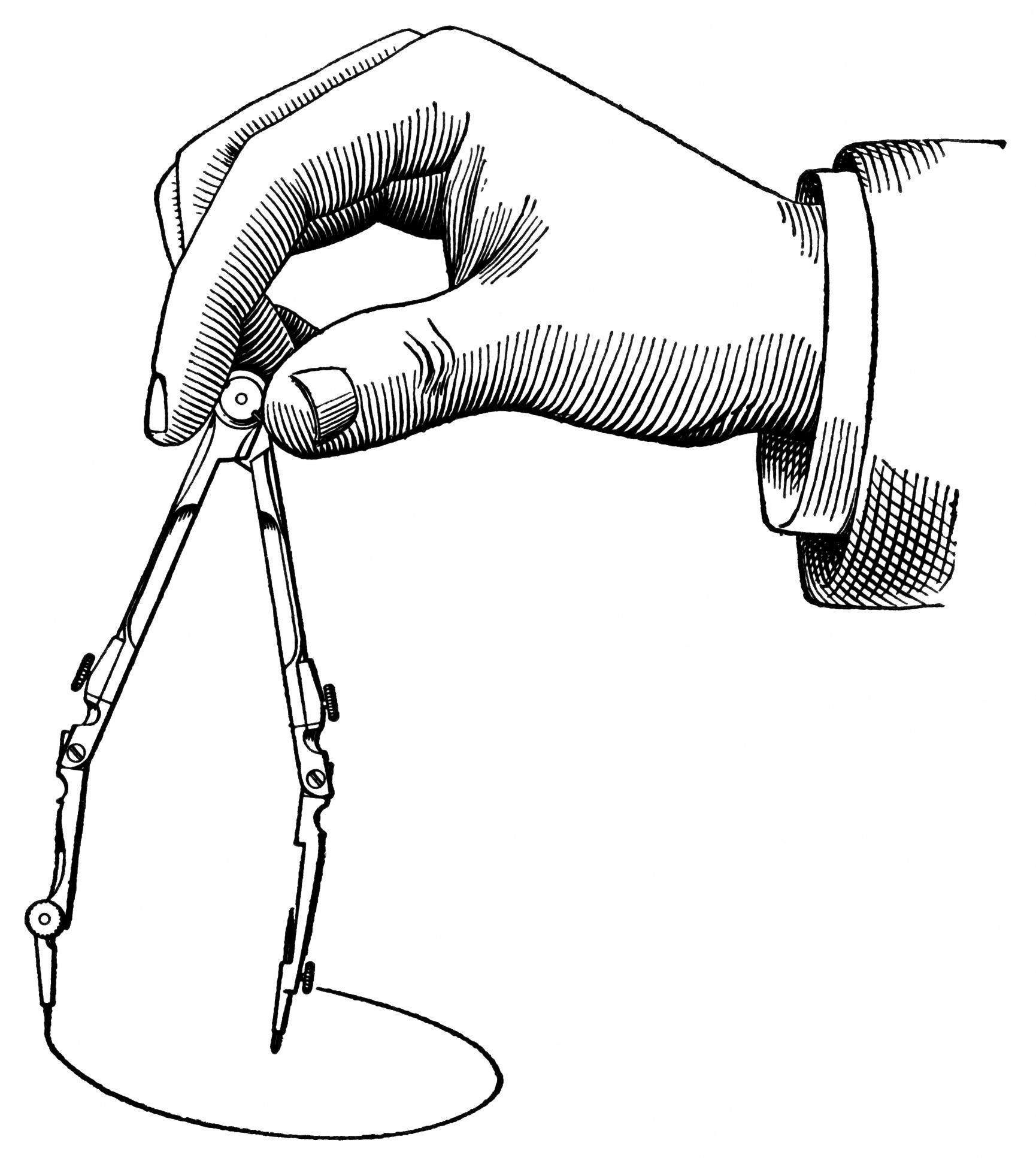
Compàs

Un compàs és un instrument de construcció geomètrica que serveix per a comparar i transportar distàncies. El verb llatí compassare significava 'mesurar amb els seus passos'.
En l'antiga Grècia se n'atribuïa la invenció a Talos, el nebot de Dèdal. És aquest invent, entre altres coses, allò que va provocar que el seu oncle l'assassinés per gelosia. El circí era un compàs usat per escultors, paletes, arquitectes, i fusters en l'antiga Roma, per a traslladar mesures a la peça de treball.

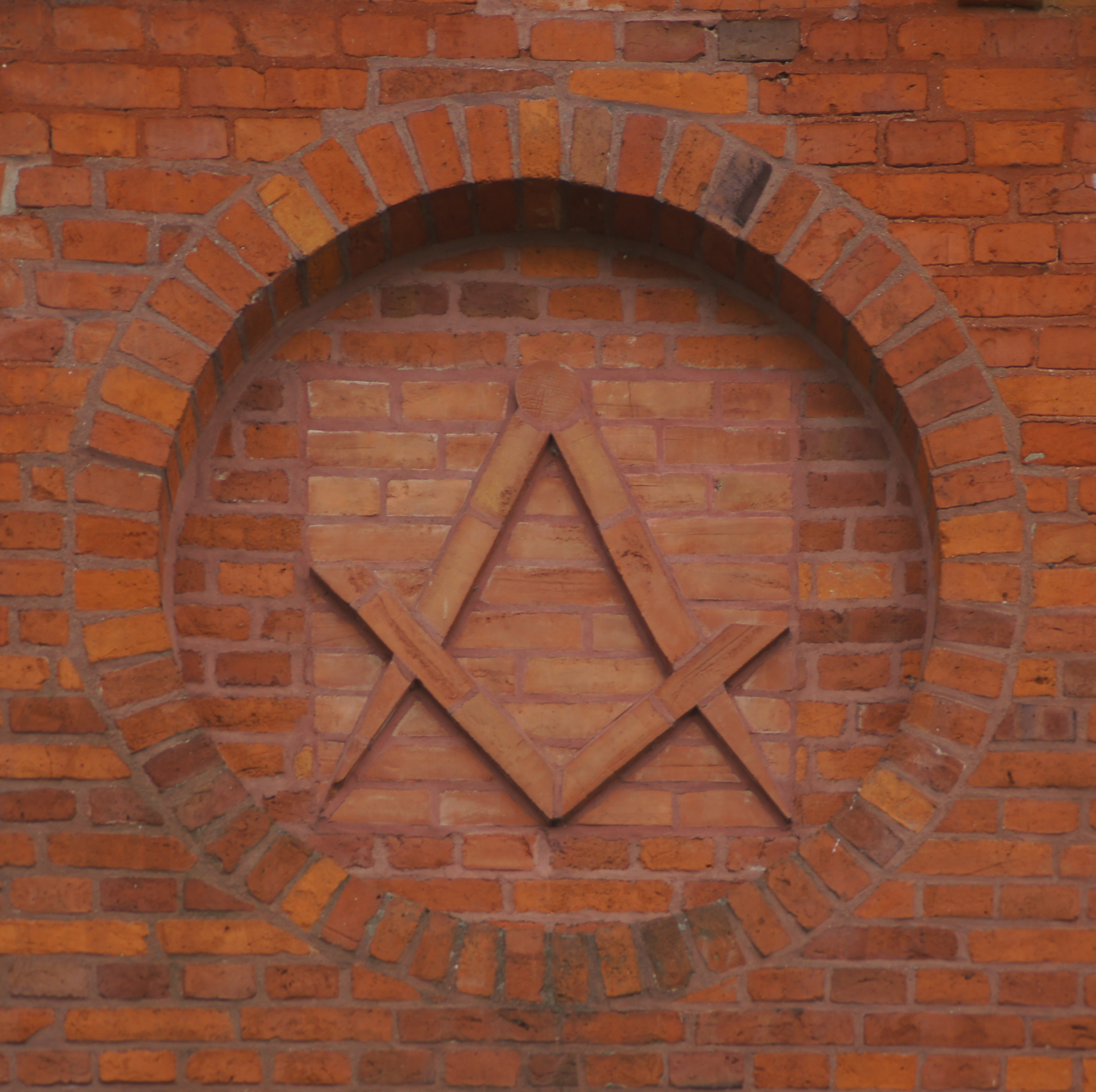
El compàs i l'escaire, a la façana oriental del temple maçònic de Vesta a les tres Torres a Boizenburg d'Elba

Un compàs està format per dos elements articulats en un punt. Es classifiquen en funció de la seva concepció o del seu ús. El compàs, junt amb l'escaire, és un dels símbols centrals de la francmaçoneria.

## Classificació segons la concepció

### Tipus de punta
Un compàs té necessàriament una punta que representa el centre del cercle. L'altra punta pot ser un llapis, o una altra punta (en aquest cas es diu de "punta seca". El llapis permet traçar cercles o arcs de cercle. El compàs de punta seca s'utilitza per a marcar cercles o arcs directament en el material, o per a transportar distàncies; el solen utilitzar en la indústria, en tallers, arquitectura, ebenisteria, talladors de pedra... per a mesurar o transportar distàncies.
| Compàs de llapis. Aquest compàs té un allargador | Compàs portallapis. Aquest compàs permet utilitzar diferents eines. Aquí porta una ploma de dibuixant | Compàs de punta seca |
| ------------------------------------------------ | --- | -------------------- |
|                                                  | |                      |

### Compàs dexarnera
És el compàs més senzill. Està format per dos braços articulats per una xarnera. A vegades, té un mecanisme per bloquejar-lo en una determinada posició. En funció de la dimensió del sector, es pot anomenar compàs de quart de cercle.
| Compàs de xarnera simple de ferro forjat. segle xviii | Compàs de sector |
| ----------------------------------------------------- | ---------------- |
|                                                       |                  |

### Compàs de molla
L'articulació del compàs té una molla que separa els dos braços. Es regula amb un vis i un cargol que permeten bloquejar-lo en una posició determinada. Té més precisió que un compàs d'articulació.
Bigotera - Compàs emprat per a traçar circumferències de diàmetre petit. És molt habitual per la facilitat d'ús amb un cargol i rodeta central que evita que es mogui l'apertura.
| Compàs de molla actual amb llapis | Compàs de molla (representació del segle xix) |
| --------------------------------- | --------------------------------------------- |
|                                   |                                               |

## Classificació segons l'ús

### El compàs recte
És la forma més senzilla i clàssica de compàs. Les dues branques són rectes.
| Compàs recte de xarnera | Compàs recte de molla i punta seca |
| ----------------------- | ---------------------------------- |
|                         |                                    |

### Compàs de gruixos
El compàs de gruixos és una eina de traç que permet llegir una cota, transferir mesures o controlar gruixos. Els seus dos braços tenen una forma característica que fa que no molestin quan es mesura.
| Compàs de gruixos amb molla | Compàs de gruixos amb sector |
| --------------------------- | ---------------------------- |
|                             |                              |

### Compàs d'interior
Té la mateixa utilitat que un compàs de gruix, per a mesures interiors.
| Compàs d'interior amb molla | Detall de les puntes |
| --------------------------- | -------------------- |
|                             |                      |

### Compàs de verga
El compàs de verga és format per dues peces lliscant sobre un perfil (verga) i porten cada una punta seca, un portamines. S'utilitza per a grans dimensions, encara que ve limitat per la longitud de la verga.
| Compàs de verga | Representació del segle XIX |
| --------------- | --------------------------- |
|                 |                             |

### Compàs de transferència
El compàs de transferència és una eina emprada per a transferir-ne els contorns d'una forma sobre una altra.

## Geometria sense compàs
En geometria, el compàs serveix per a traçar circumferències centrades en un punt conegut i que passin per un altre punt conegut. Així es poden fer construccions com ara alguns angles, les bisectrius o les mediatrius. Tot i així, també es pot treballar en una geometria que no apliqui les construccions amb regle i compàs.
La geometria sense compàs, amb un regle sense graduar, correspon a la geometria projectiva i ha produït teoremes importants com el de Pascal, el de Pappos, el de Desargues o el d'Hessenberg.
També Georg Mohr (1672) i després Lorenzo Mascheroni (1972) varen demostrar que qualsevol construcció amb regle i compàs es pot fer amb només el compàs.